# Université catholique de Louvain (1835-1968)

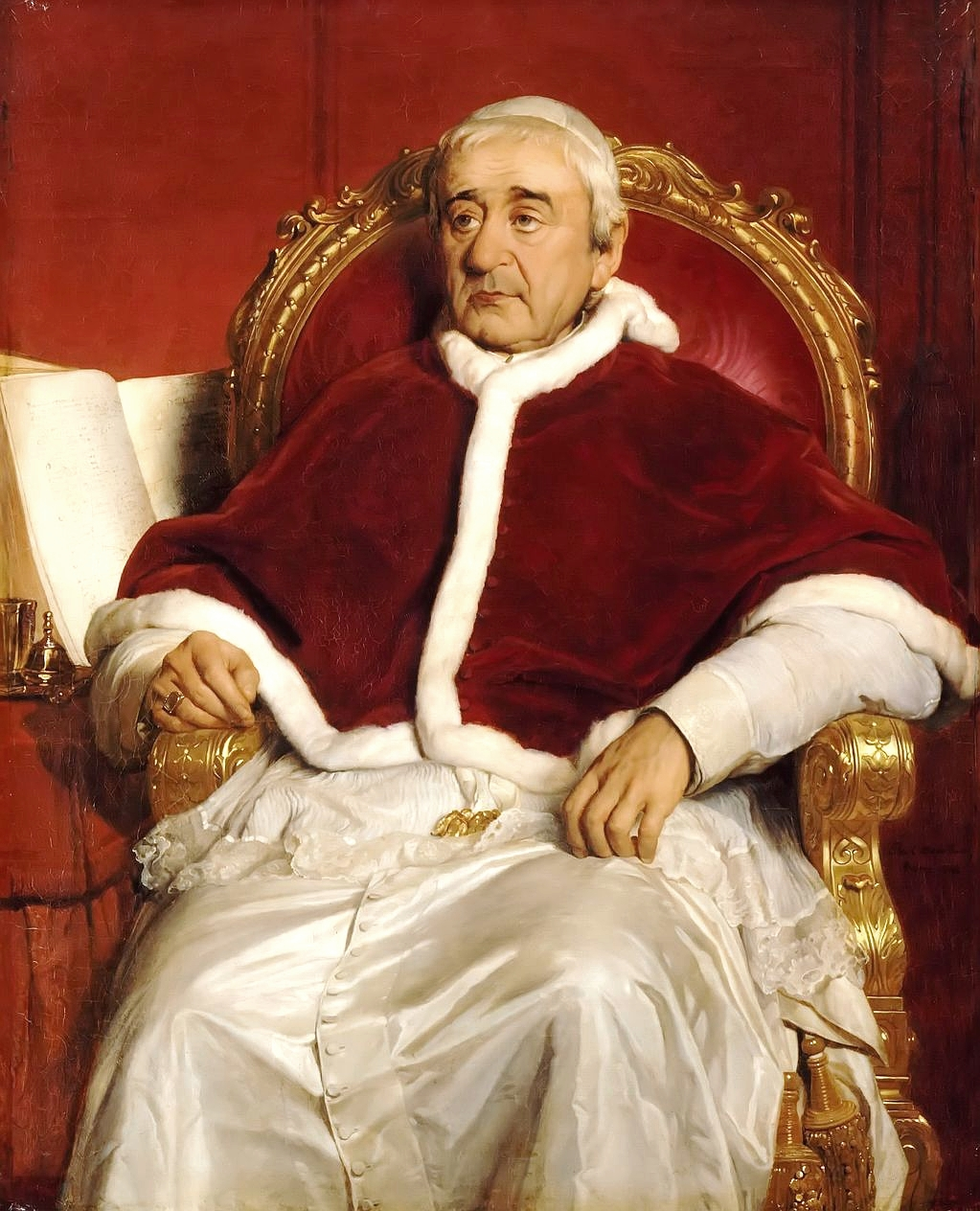
Le pape Grégoire XVI cofondateur avec les évêques de Belgique par bref du 13 décembre 1833 de l'université catholique de Malines puis de Louvain.

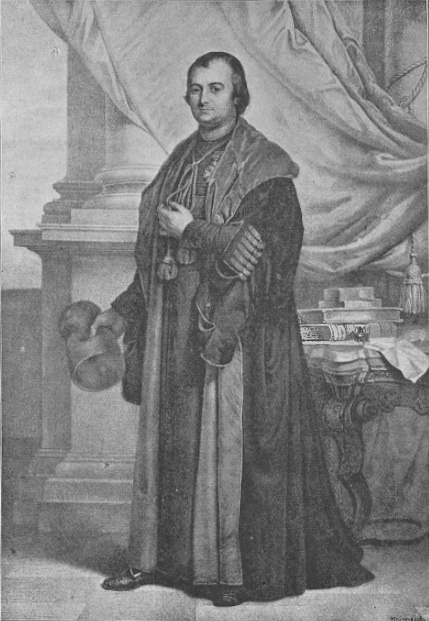
Pierre de Ram, premier recteur.

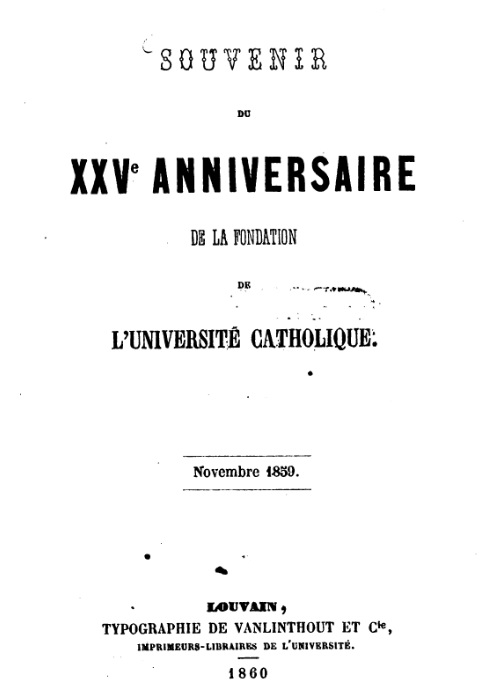
Livre publié pour célébrer le 3 novembre 1859 le 25e anniversaire de la fondation de l'Université catholique de Louvain.

Pour les articles homonymes, voir Université catholique de Louvain.
L'université catholique de Louvain (en latin Universitas catholica Lovaniensis, en néerlandais Katholieke Universiteit te Leuven) est une université belge qui a été divisée en 1968 entre une entité néerlandophone (KU Leuven), restée à Louvain, et une entité francophone (UCLouvain), qui s'est établie à Louvain-la-Neuve (et à Woluwe-Saint-Lambert, en Région bruxelloise pour la Faculté de Médecine), et qui en sont les continuations.

## Continuité de la vie universitaire à Louvain
La ville de Louvain, dont en dépendait la prospérité, fut d'une façon presque ininterrompue à partir de 1425 le siège d'une université, laquelle exista sous trois formes institutionnellement distinctes. L'ancienne université de Louvain, fondée en 1425, fut supprimée en 1797. En réponse à la demande de son rétablissement, l'université d'État de Louvain, où plusieurs professeurs de l'ancienne université continuèrent leur enseignement, fut établie en ses murs de 1817 à 1835. Enfin la nouvelle université catholique de Belgique, fondée à Malines le 8 novembre 1834 par les évêques de Belgique, à la suite d'un bref du pape Grégoire XVI donné à Rome le 13 décembre 1833, sollicitée par la municipalité de Louvain après la suppression de l'université d'État, s'y établit à son tour en 1835, dans la continuité voulue de la première.

## Date de fondation
Pour la date de fondation, deux écoles s'opposent :

### 1425
1425 date de fondation de l'ancienne université de Louvain. En effet, l'université elle-même, un nombre d'historiens,, d'encyclopédies, ainsi que des sources journalistiques, et ce que ce soit au niveau géographique – le fait qu'elles étaient toutes les deux établies à Louvain (et y aient occupé les mêmes bâtiments emblématiques) —, ou culturel — le fait que la seconde ait repris toute une série de traditions de la première —, mais aussi dans les volontés de l’épiscopat,,, de la ville de Louvain,, de professeurs de l'ancienne université ainsi que celle d'hommes politiques qui dans leur discours ont clairement affirmé qu'ils voulaient recréer l’ancienne université. Certains auteurs comme Erik Van Mingroot contestent même la légalité de la loi supprimant l'ancienne université de Louvain, en estimant que le "pouvoir révolutionnaire" considéré comme des "forces d'occupation" illégales de 1795 à 1813, fin de l'Empire napoléonien, exerçait l'autorité sur les anciens Pays-Bas et que d'autre part, seul le pape, considéré comme fondateur, aurait eu le pouvoir de dissoudre l'ancienne université fondée par lui, alors qu'en réalité l'Université de Louvain n'est pas un ordre religieux de droit pontifical, mais a été fondée par les pouvoirs civils du duché de Brabant: le duc Jean IV et le magistrat de la ville de Louvain avec le consentement du pape Martin V. C'est sur la base de tels arguments que l'université est retenue dans les classements des universités de plus de 400 ans par exemple, ou affiche sur son sceau la date de 1425.
Ainsi, selon le journal La Libre Belgique : « Suspendue en 1797 pendant la Révolution française, l'université fut ressuscitée à Malines en 1834 à l'initiative des évêques de Belgique, avant d'être transférée à Louvain un an plus tard ». Et en effet, en réponse au souhait de l'un des protagonistes de 1815 (cité supra en note), on peut dire que l'Université catholique établie à Louvain en 1835 fut bien celle qui rétablit l'ancienne Université (catholique) « de Louvain » « à Louvain », à la différence de l'éphémère université d'État (laïque) sise « à Louvain », qui lui avait cédé la place (et où du moins une partie des professeurs de l'ancienne université avaient continué à enseigner), ou de celle « catholique » (dans la tradition « de Louvain ») mais établie à Malines.

### 1834
1834 qui est la date de la fondation de l'Université catholique de Malines qui s'établira en 1835 à Louvain. Ainsi l'Encyclopédie théologique elle-même en 1863, précise que les évêques ont fondé l'université catholique de Louvain et ne parle pas de continuité : « Après sa séparation de la Hollande en 1830, la Belgique libérale a vu son Église jouir d'une véritable indépendance. Les évêques s'assemblent en conciles, communiquent avec le Saint-Siège en toute liberté. Sur l'article fondamental des études, ils ont fondé l'université catholique de Louvain, où les jeunes Belges vont en foule puiser aux sources les plus pures toutes les richesses de la science ». Il n'y a, en effet, aucune continuité tant juridique que de personnes entre l'université catholique et l'ancienne université de Louvain, car aucun des fondateurs ou des professeurs de l'Université catholique de Louvain n'a enseigné dans l'ancienne université. Deux arrêts constatent cette absence de lien légal entre la nouvelle université catholique et l'ancienne université de Louvain. Il y les arrêts de la cour de cassation du 26 novembre 1846 et de la cour d'appel de 1844, qui décident que l'Université catholique de Louvain ne peut être présentée comme la continuatrice de l'ancienne université de Louvain et que donc les bourses de l'ancienne université ne peuvent être attribuées à la nouvelle université catholique: « L'université catholique de Louvain ne peut être considérée comme continuant l'ancienne université de Louvain; et lorsqu'un acte de fondation a désigné pour collateur un professeur de cette ancienne université, il y a lieu d'y pourvoir par le gouvernement », ainsi que l'arrêt de la cour d'appel de 1844 : « L'université libre de Louvain ne représente pas légalement l’antique université de cette ville. Attendu que cette université (l’ancienne université de Louvain), instituée par une bulle papale, de concert avec l'autorité souveraine, formait un corps reconnu dans l'État, ayant différentes attributions, dont plusieurs même lui étaient déléguées par le pouvoir civil ; Attendu que ce corps a été supprimé par les lois de la république française ; Attendu que l'université existant actuellement à Louvain ne peut être considérée comme continuant celle qui existait en 1457, ces deux établissements ayant un caractère bien distinct, puisque l'université actuelle, non reconnue comme personne civile, n'est qu'un établissement tout à fait privé, résultat de la liberté d'enseignement, en dehors de toute action du pouvoir et sans autorité dans l'État… ». Ainsi, selon ce qui précède, l'Université catholique de Louvain n'est pas l'héritière de l'ancienne université de Louvain.
Cette absence de lien personnel est contredite par d'autres publications comme La Wallonie, le Pays et les Hommes, encyclopédie historique dirigé par Hervé Hasquin, Rita Lejeune et Jacques Stiennon, pour qui l'université catholique serait également issue de la volonté de professeurs : « celle de Louvain (l'Université d'État), avec son statut de neutralité et d'établissement de l'État, fut battue en brèche par les professeurs de l'ancienne Université (Cette affirmation ne correspond pas aux faits car plusieurs professeurs survivants de l'ancienne Université de Louvain ont au contraire continué leur enseignement à l'Université d'État de Louvain), aussi bien que par l'épiscopat. Les uns réclamaient la 'recréation' de leur maison, […] on envisagea donc - à l'abri de l'indépendance nouvelle - de reconstituer une Université catholique de Louvain à laquelle un bref du pape Grégoire XVI donna existence le 13 décembre 1833 ». Dans le même sens, le chanoine
Roger Aubert, qui admet que "d'un point de vue strictement juridique, l'Alma mater de l'Ancien Régime, l'Université d'État créée par le roi Guillaume ler des Pays-Bas et l'Université catholique de Louvain érigée par les évêques de Belgique sont des institutions essentiellement différentes" relève que "à l'exception des vieilles universités de Grande-Bretagne, il en va de même pour toutes les universités européennes fondées au moyen âge ou à l'aube des temps modernes: aucune n'a gardé sa structure originale, certaines furent même fermées temporairement et parfois pour une période assez longue. Tel est le cas, parmi bien d'autres, pour la Sorbonne ou pour l'Université de Cologne".
Le philosophe Philippe Van Parijs, dans une carte blanche parue dans la presse nationale belge en 2024, donne son avis sur la question qui soutient cette deuxième thèse.
Du côté néerlandophone du pays, en septembre 2024, Jelle Haemers, professeur d'Histoire médiévale à la KU Leuven, écrit dans le journal néerlandophone de référence De Standaard que La KULeuven a 600 ans ? C'est une fable .

### Position des Archives de l'État en Belgique
Les Archives de l'État en Belgique, sous la direction de Karel Velle, néanmoins toujours détentrices des archives de l'Ancienne université de Louvain, dont l'héritier légal fut l'École centrale de Bruxelles, estimaient, en contradiction avec les arrêts de la Cour d'Appel de 1844 et de Cassation du 26 novembre 1846, que la KU Leuven et l'UCL « sont les successeurs en droit de l'ancienne université ». Les AGR ont supprimé depuis cette phrase de leur site internet.
Les Archives de l'État en Belgique ajoutent également, concernant les documents d'archive de l'ancienne université, que "La Katholieke Universiteit Leuven (KU Leuven) en conserve, quant à elle, 8 mètres ainsi que 375 chartes", sans néanmoins préciser que celle-ci possède ces documents principalement par don, par legs et surtout par achat et non par héritage de l'ancienne Université de Louvain et sans signaler les autres dépôts d'archives qui conservent des documents de l'ancienne Université de Louvain comme le Cabinet des Manuscrits de la Bibliothèque royale de Belgique.

## Histoire

### Université catholique de Belgique
L'université catholique de Louvain a été fondée à Malines le 8 novembre 1834 sous le nom d'Université catholique de Belgique, appelée couramment Université catholique de Malines.

### Le transfert à Louvain
Après la suppression le 15 août 1835 de l'Université d'État de Louvain, l'épiscopat belge transfère en 1835 l'université catholique de Malines à Louvain où elle fut installée solennellement le 1er décembre 1835 et où elle prit alors le nom d'université catholique de Louvain.

### La scission de 1968
À la suite de l'affaire de Louvain, née d’une rivalité linguistique entre les étudiants et professeurs francophones et leurs homologues néerlandophones, l'institution fut scindée en 1968 en deux entités juridiquement indépendantes, qui perpétuent son héritage :
- l'université catholique de Louvain (Katholieke Universiteit Leuven) (KU Leuven), néerlandophone, demeurant à Louvain (Leuven) ;
- l'université catholique de Louvain (UCLouvain), francophone, dont l'implantation principale est à Louvain-la-Neuve (Brabant wallon) depuis 1972.

La finalisation juridique de ces nouvelles institutions n'a eu lieu qu'en 1970. Contrairement à l'Université libre de Bruxelles, dissoute par la loi du 28 mai 1970, qui créa en même temps deux nouvelles universités, l'Université libre de Bruxelles et la Vrije Universiteit Brussel, cette même loi fit conserver la personnalité juridique octroyée à l'Université catholique de Louvain. Cela s'explique par le fait qu'à Louvain, une scission effective de la gestion universitaire n'avait pas encore eu lieu, alors que l'université bruxelloise avait pris les devants sur le monde politique et opérait de facto par deux administrations distinctes depuis 1968. Cette loi chargea par ailleurs l'Université catholique de Louvain - Katholieke Universiteit de Leuven de se scinder en deux entités distinctes. C'est ainsi que l'UCLouvain et la KU Leuven se partagent la personnalité juridique accordée en 1911.
L'Université catholique de Louvain se présente comme l'héritière de l'université fondée en 1425 à Louvain, ce qui est justifié aux yeux de bon nombre d'historiens,,,, notamment au vu de la reprise des bâtiments emblématiques et la réinstauration voulue de nombreuses traditions de l'ancienne université. Cependant, vu la discontinuité institutionnelle qu'il y eut entre 1797 et 1835, elle ne l'est pas juridiquement, ainsi qu'en témoigne le refus d'octroi de bourses par deux arrêts du XIXe siècle.

## Chronologie

### Chronologie avant 1834
- 1425 : fondation de l'ancienne université par les ducs de Brabant[4] ;
- 1797 : suppression sous Joseph II et sous la République française, de l'ancienne université par la loi du 3 brumaire de l’an IV et transfert à Bruxelles dans l'École centrale de Bruxelles ;
- 1817 : réouverture d'une université à Louvain : l'université d'État de Louvain où plusieurs professeurs de l'ancienne université de Louvain, y ont repris leur enseignement, comme Xavier Jacquelart, Jean Philippe Debruyn, Guillaume Joseph van Gobbelschroy (nl), Joseph Josse Vandertaelen (nl), Ferdinand Sentelet (nl), Jean-Baptiste Liebaert, Étienne Heuschling.

### 1834-1900
- 1834 : les évêques de Belgique fondent une université catholique sur le territoire national après en avoir reçu l'autorisation canonique par bref[47] du pape Grégoire XVI du 13 décembre 1833. Cette « université catholique de Belgique » (« Universitas Catholica Belgii »), appelée couramment « université catholique de Malines », est inaugurée à Malines le 8 novembre 1834[41].
- 1835 : Après la suppression le 15 août 1835[48] de l'Université d'État de Louvain, université laïque et officielle, l'épiscopat belge transfère en 1835 l'université catholique de Malines à Louvain[49] où elle fut installée solennellement le 1er décembre 1835 et où elle prit alors le nom d'université catholique de Louvain[50]. Celle-ci n'a aucun lien avec l'État et est une institution entièrement privée. Son premier recteur, Monseigneur de Ram, veut, dans l'esprit de la reconquête catholique instaurée par Grégoire XVI[51], en faire un rempart qui puisse s'opposer « aux ennemis de la religion » et faire obstacle « au progrès de ces funestes doctrines qui depuis un demi-siècle ont ébranlé les bases de la société »[52]. Si la direction est aux mains d'ecclésiastiques, il est erroné d'écrire qu'il n'y avait pas de laïcs dans le corps professoral ; ainsi en 1840, exception faite de la Faculté de théologie, ils n'étaient que trois ecclésiastiques sur quarante, tous membres de la Faculté de philosophie et lettres[53]. Le premier recteur est l'abbé de Ram. Son premier soin fut de trouver des professeurs compétents et acceptés par Rome et les évêques[54]. Comme l'écrit le chanoine Roger Aubert[55], « dès 1834, Mgr de Ram, soucieux de l'image de marque de son université, s'était efforcé de recruter un corps académique de valeur en faisant largement appel à des savants étrangers, surtout allemands. »
- 1838 Grégoire XVI nomme l'archevèque Sterckx Cardinal et le félicite pour la prospérité de l'université rétablie[15].
- 1845 : création de l’École de pharmacie.
- 1859, le jeudi 3 novembre, l'Université catholique de Louvain célèbre les 25 ans de sa fondation[56] et ses 25 ans d'existence[57]. Les étudiants offrent le 23 novembre 1859 un grand banquet au recteur et aux professeurs dans le grand hall destiné aux festivals de l'Académie de Musique de Louvain[58].
- 1865 : création des Écoles spéciales d’ingénieurs.
- 1878 : création de l’Institut agronomique sous l’impulsion de propriétaires fonciers catholiques. Les étudiants, flamands et wallons confondus, s’unissent en une Société générale des étudiants.
- 1879 : première « provinciale », ancêtre des régionales étudiantes : la Luxembourgeoise (étudiants originaires de la province de Luxembourg).
- 1884 : l'Université catholique de Louvain fête solennellement et avec éclat son 50e anniversaire[59].
- Suivront à la fin du XIXe siècle et au début du XXe siècle, toute une série de régionales étudiantes, dont certaines existent encore aujourd'hui : Grand-Ducale (Grand-Duché de Luxembourg, 1880) ; Anversoise (Anvers, 1881) ; Liégeoise (Liège, 1882) ; Athoise (Ath, 1884) ; Boraine (ou Montoise, Mons, 1884) ; Brabant wallonne (par le Cardinal Mercier en 1885) ; Tournaisienne (Tournai, 1885) ; Carolorégienne (Charleroi, de 1886) ; Namuroise (Namur, 1886) ; Enghiennoise (Enghien, 1888) ; Malinoise (Malines, 1888) ; Bruxelloise (Bruxelles, 1895) ; Centrale (Région du Centre, 1897) ; Binchoise (Binche, 1904) ; Chimacienne (Chimay, 1904) ; Flandre wallonne (ou Mouscronnoise, Mouscron, 1906) ; Koninklijke Oost- en Westvlaamsche Kring (ou Vla-Vla, Flandres, de 1922) ; Eumavia (Eupen, Malmedy, Saint-Vith, 1926)…

### XXesiècle

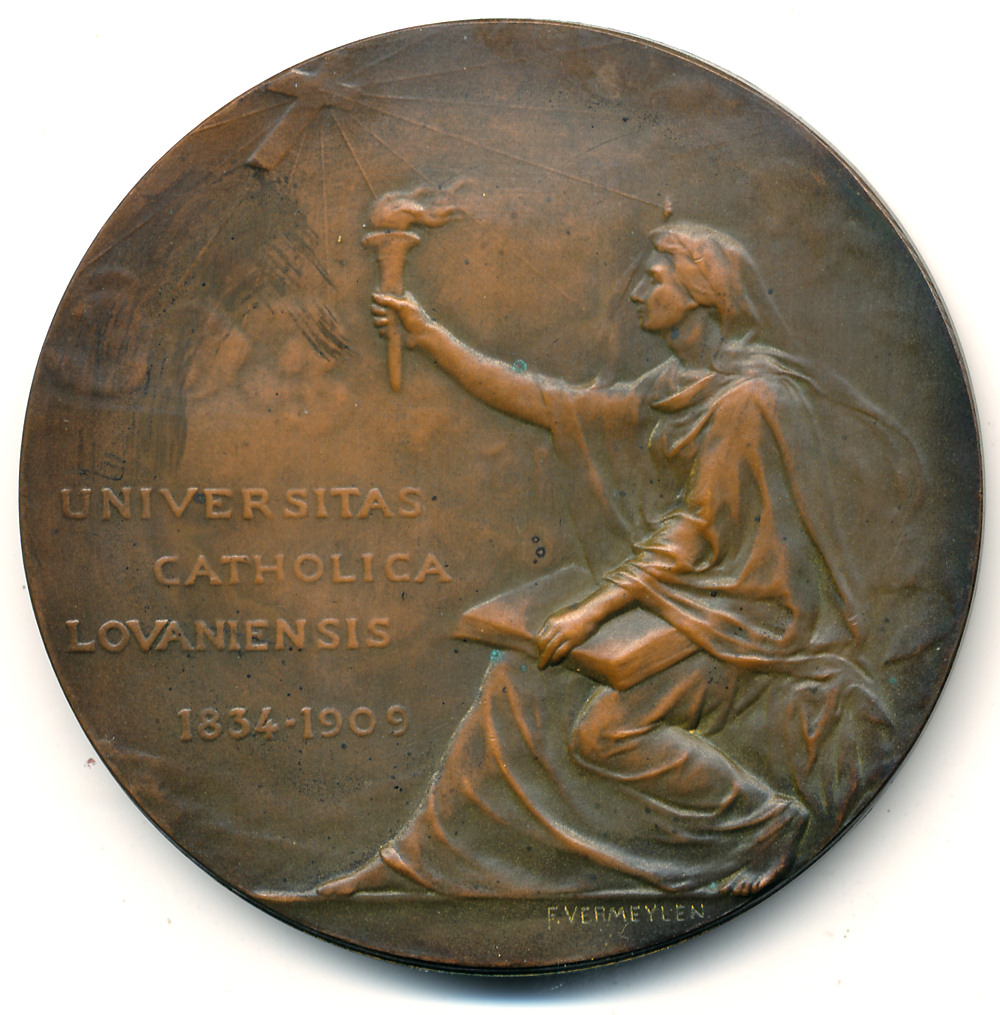
de la réinstallation de l'université catholique de Louvain 1834-1909, médaille bronze, 60 mm, signée Frantz Vermeylen.

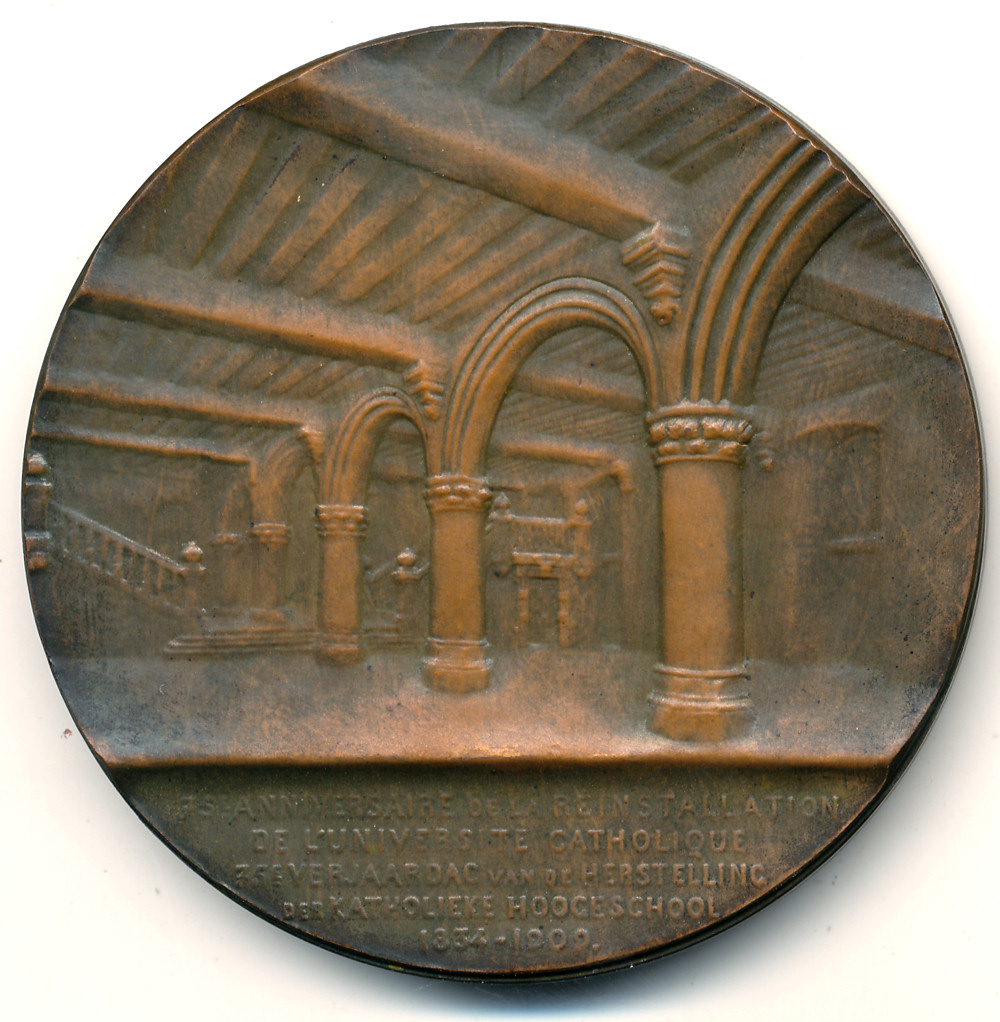
Revers de la médaille, la grande et belle salle des pas-perdus des Halles de Louvain.

- 1909 : l'Université catholique de Louvain célèbre son 75e anniversaire, et frappe une médaille où pour la première fois elle utilise officiellement en français le mot "réinstallation" et en néerlandais "herstelling" : 75e anniversaire de la réinstallation de l'université catholique 75e verjaardag van de herstelling des katholieke hoogschool 1834-1909.
- 1909 : création de l’École des sciences coloniales.
- 1911 : début du dédoublement linguistique des cours dans toutes les facultés. Par une loi, l'université obtient sa personnalité juridique sui generis et se dénomme Université catholique de Louvain - Katholieke Hogeschool te Leuven[60].

- Nuit du 25 au 26 août 1914 : les soldats allemands mettent le feu aux halles universitaires qui contenaient notamment la bibliothèque et les archives de l'université. Fermeture des universités en Belgique.

- 1920 : apparition des premières étudiantes à l'UCLouvain.

- 1933 : Georges Lemaître propose son hypothèse d’un univers en expansion (théorie du Big Bang).
- 1951 : l'université de Louvain fonde au Congo belge l'université Lovanium, aujourd'hui Université de Kinshasa, dont la première pierre est posée en 1954.
- 1968 : à la suite des problèmes linguistiques, maintien à Louvain de la section française, au mécontentement des étudiants néerlandophones. Introduction d’étudiants dans les conseils facultaires. L'université de Louvain est alors scindée en deux universités distinctes, l'une néerlandophone, toujours en activité à Louvain, l'autre, francophone, qui s'installera en Brabant wallon, dans la commune d'Ottignies-Louvain-la-Neuve.

- 1970 : une loi autorise l'Université catholique de Louvain - Katholieke Universiteit te Leuven à se scinder en deux universités distinctes, qui conserveront et partageront la personnalité juridique conférée à l'université en 1911[44].
- 2 février 1971 : pose de la première pierre du site de l'UCLouvain à Louvain-la-Neuve.
- En octobre 1972, avec l'installation des résidents permanents et des étudiants, une ville nouvelle s'inaugure. Une fête rassemble le 20 octobre 1972 ceux qui habitent, étudient et travaillent dans la ville nouvelle, avec des représentants de la commune d'Ottignies et des autorités académiques. La ville accueille l'établissement des francophones de l'UCLouvain en « terre romane ». Hormis le cas de Charleroi (forteresse espagnole de 1666), Louvain-la-Neuve est la seule ville nouvelle sur le sol belge. La Faculté de médecine s'installera en région bruxelloiseà Woluwe-Saint-Lambert.

## Les bâtiments
La ville de Louvain dont la prospérité économique dépendait depuis plusieurs siècles de l'existence d'une université, et qui venait de voir la suppression de l'Université d'État, s'empressa de favoriser le séjour de la nouvelle université catholique sur son territoire et le conseil communal, tant les libéraux que les catholiques à l'unanimité, lui concéda comme elle l'avait fait à la précédente université d'État, l'usage gratuit de quelques bâtiments de l'ancienne université, la Halle aux Draps, le Collège du Pape, le Collège des Vétérans, le Collège du Roi, le Collège des Prémontrés, le Collège du Saint-Esprit et l'ancien Amphithéâtre anatomique ainsi que le jardin botanique entretenu aux frais de la ville.
Par la suite, l'université dans sa croissance fit construire à ses frais d'autres bâtiments, comme le nouvel amphithéâtre anatomique construit en 1877, la pédagogie Juste-Lipse construite en 1878-1879, le séminaire Léon XIII construit en 1892-1893, tous d'après les plans de l'architecte Joris Helleputte.

## Les sceaux
Au XIXe siècle, l'université nouvelle, désireuse de se placer sous le patronage de la Vierge, contrairement à l'ancienne Université de Louvain placée sous le patronage de saint Pierre, choisit comme emblème un sceau circulaire orné en son centre des initiales SMR (Sancta Maria Regina), surmontées d'une couronne et de rayons de gloire, le tout entouré de la légende en lettres capitales Sigillum univ. cath. in opp. Lov., ce qui veut dire : « Sceau de l'université catholique dans la ville de Louvain ».
L'université catholique de Louvain se créera en 1909, lors des fêtes du 75e anniversaire de sa fondation, un nouveau sceau de style néogothique orné de la représentation de la vénérable statue, sculptée par l'imagier Nicolas De Bruyne en 1442, de la Sedes Sapientiae conservée dans l'église de Saint-Pierre et dont la fête, correspondant à la Chandeleur, est la fête patronale de l'université catholique. C'est en ce jour solennel que l'université remet les titres de docteur honoris causa.
Ce nouveau sceau, quoique d'aspect gothique, ne remonte pas au Moyen Âge et est tout à fait différent de celui de l'ancienne université de Louvain dont le sceau était un Saint-Pierre, le saint protecteur de l'ancienne université, chargé en pointe d'un écu de gueules à la fasce d'argent, qui est Louvain, et tenant de la main dextre une clef et de la sénestre un livre ouvert.

Armes figurant avec Saint-Pierre sur les sceaux de l'ancienne Université de Louvain. C'est elles qui étaient utilisées principalement comme symbole de l'université avant 1795.
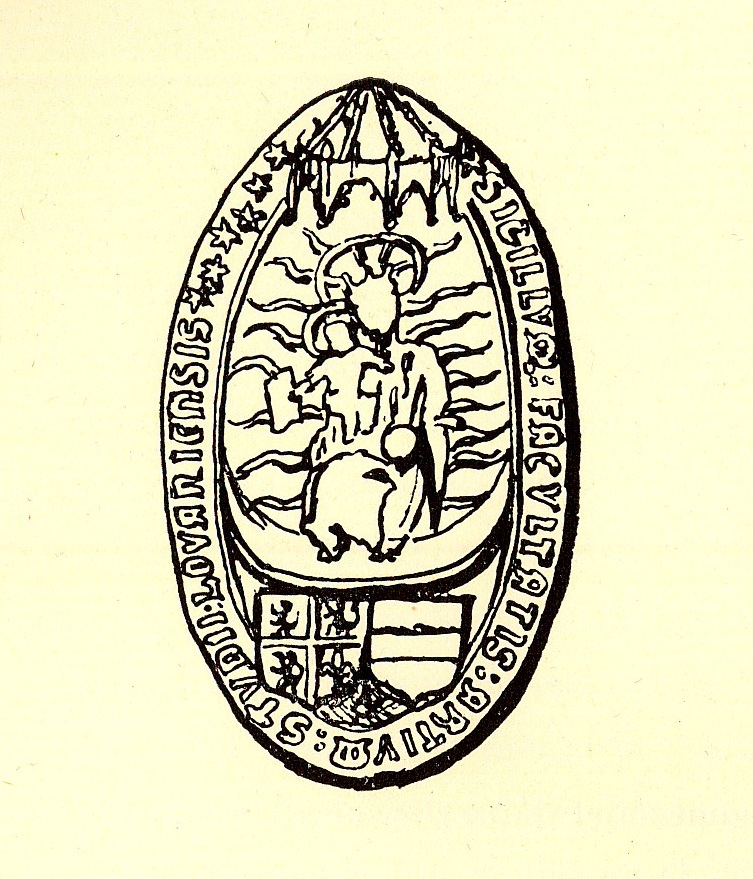
Sceau de la Faculté des Arts de l'ancienne Université de Louvain, 1513. Ce genre de sceau en amande a inspiré les créateurs du sceau néogothique de l'université catholique de Louvain créé en 1909.
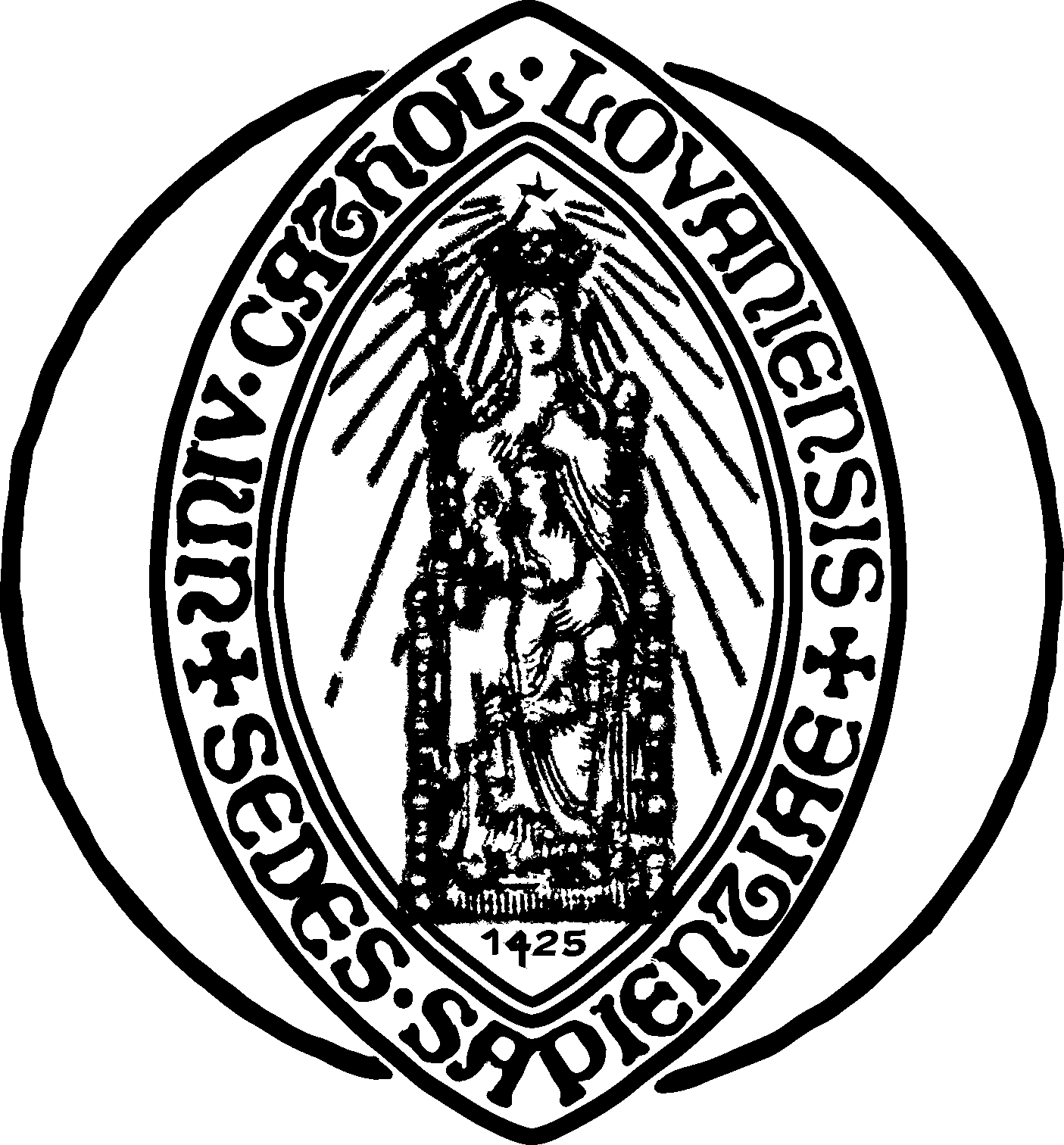
Sceau créé en 1909 en s'inspirant de sceaux très similaires attestés pour différentes facultés de l'ancienne université. Le sceau néogothique a subi depuis lors plusieurs modifications : la Sedes sapientae était couronnée et rayonnante dans l'original de 1909, et la date de 1425, inscrite en petit en chiffres arabes, ne fut ensuite pas toujours reproduite. La version de 1968 impose une nouvelle figure de la Vierge, avec la date 1425 inscrite en chiffres romains. Depuis 1993, cette date est de nouveau écrite en chiffres arabes.
Sceau utilisé par la KU Leuven depuis 1970.
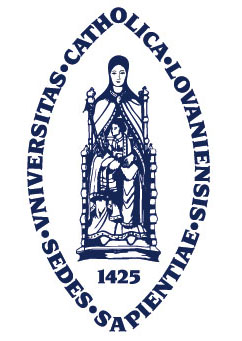
Sceau de l'UCLouvain (version de 1993 par Michel Olyff).

## Guerres mondiales
En 1914, Louvain a été pillée par les troupes allemandes et la Halle aux Draps (qui abritait la bibliothèque universitaire) a été la proie des flammes le 28 août, causant la perte d'environ 300 000 livres et manuscrits, rassemblés par achat, par dons et par échanges depuis sa fondation en 1834. (Il ne faut pas confondre cette bibliothèque avec celle de l'ancienne université de Louvain transférée en grande partie en 1797 à l'École centrale de Bruxelles, à la Bibliothèque Nationale à Paris ainsi qu'à Vienne).
Quant aux riches archives de l'ancienne université de Louvain elles ont été, après sa suppression, déposées dans les archives de la République qui avait créé une commission chargée de gérer les biens de l'université supprimée et elles sont dans leur plus grande partie toujours conservées aux Archives générales du royaume de Belgique où elles couvrent près de 171,39 mètres linéaires,, ou se retrouvent dans d'autres institutions comme l'université catholique de Louvain qui s'est constituée, principalement par achat, mais aussi par des dons et des legs, une collection de 193 articles concernant l'ancienne université de Louvain.
Après la Première Guerre mondiale, une nouvelle bibliothèque a été construite sur la place qui porte maintenant le nom de Mgr Ladeuze, en grande partie grâce aux réparations allemandes et au « Belgian Relief Fund », un programme d'aide dirigé par le futur président américain Herbert Hoover. La conception du nouveau bâtiment, construit entre 1921 et 1929, est due à l'architecte américain Whitney Warren. L'édifice, érigé dans un style flamand néo-Renaissance, fait référence en de nombreux endroits aux destructions dues à l'Allemagne prussienne pendant la Première Guerre mondiale. De nombreuses pierres naturelles où sont gravées des inscriptions rappellent les centaines d'écoles d'ingénieurs et d'écoles techniques américaines qui ont contribué à la reconstruction.
Pendant la Seconde Guerre mondiale, la bibliothèque a subi une fois de plus les destructions allemandes. Une nouvelle fois, le 17 mai 1940, la quasi-totalité des 900 000 livres qu'elle abritait a été perdue. Le bâtiment, dont le gros œuvre était resté debout, a été par la suite restauré après la guerre (en plusieurs fois), retrouvant même son carillon, et cette fois encore grâce à la générosité de fonds américains. Ce n'est pas une coïncidence, que l'université Stanford possède une tour à carillon, la « Hoover Tower » (avec une cloche fabriquée en 1938 par le fondeur belge Michiels et qui est restée aux États-Unis après l'Exposition universelle de 1939 à 1940, du fait que la Seconde Guerre mondiale avait éclaté). Herbert Hoover avait étudié dans cette université et y a fait également construire une bibliothèque présidentielle.

## Évolution récente
Au XXe siècle, les événements de l'université de Louvain, souvent appelée par les Belges francophones le Walen buiten (en néerlandais « les Wallons dehors ») et par les Flamands Leuven Vlaams (« Louvain flamande »), ont surtout été le reflet du conflit linguistique en Belgique. Le fait flamand avait commencé en 1911 et depuis 1936 la plupart des sections étaient en néerlandais et français. On n'était pas allé toutefois aussi loin qu'à Gand où, en 1930, c'est l'ensemble de l'université qui était officiellement en néerlandais. La question se posait toutefois d'une université de Louvain entièrement flamande. On ne luttait plus contre une « position dominante » que le français aurait pu avoir puisque, depuis les années 1950, la majorité des étudiants de l'université étaient flamands. Mais la conscience politique des flamands ne cessait de grandir dans toute la Flandre.
En dépit du fait que l'université était située au nord de la frontière linguistique adoptée en 1962, les évêques belges déclarèrent « dans une lettre pastorale du 13 mai 1966, que l'université était une et indivisible, que la section francophone ne quitterait donc pas Louvain ». Cette position au lieu d'arrêter le mouvement d'émancipation, eut pour effet de le renforcer selon l'historien Geert van Istendael. En février 1968 — soit trois mois avant les événements parisiens —, la ville fut le théâtre d'importantes manifestations qui débouchèrent sur la chute du gouvernement et la scission de l'université en deux entités juridiquement indépendantes.
Il fallut attendre 1972 avant que les activités francophones fussent progressivement transférées à la nouvelle université catholique de langue française de Louvain, dans la ville nouvelle de Louvain-la-Neuve et à Woluwe-Saint-Lambert.

## Recteurs de l'université catholique de Malines puis de Louvain
- de 1834 à 1865 : Mgr Pierre de Ram (1804-1865), historien ;
- de 1865 à 1872 : Mgr Nicolas Joseph Laforêt (1823-1872) ;
- de 1872 à 1881 : Mgr Alexandre Namèche (1811-1893), historien (histoire de Belgique) ;
- de 1882 à 1887 : Mgr Constantin Joseph Pieraerts (1835-1887) ;
- de 1888 à 1897 : Mgr Jean-Baptiste Abbeloos (1836-1906), orientaliste ;
- de 1898 à 1909 : Mgr Adolphe Hebbelynck (1859-1939), orientaliste ;
- de 1909 à 1940 : Mgr Paulin Ladeuze (1870-1940), orientaliste ;
- de 1940 à 1962 : Mgr Honoré Van Waeyenbergh (1891-1971) ;
- de 1962 à 1968 : Mgr Albert Descamps (1916-1980).

À partir de 1969, l'université francophone et l'université flamande ont chacune leur propre recteur et conseil d'administration.